# Клан Десі
Клан Десі — (ірл. — Clan Déisi) — він же: Дейсі, Дессі — плем'я (туат) давньої та середньовічної Ірландії. Початково складало один клан, потім (по мірі переселення та розселення) розділилося на септи і клани, основні з яких: Десі Муман (ірл. — Déisi Muman) (жили в королівстві Манстер), Десі Темро (Десі Тари) (ірл. — Déisi Temro (Tara), Десі Бекк (ірл. — Déisi Becc) (жили в королівстві Міде) та Десі Туйскерт (ірл. — Déisi Tuisceart) або Північні Десі, від яких відгалузився клан Дал г-Кайс, що посів на троні верховних королів Ірландії. Назва походить від ірландського слова Déis — васал. Можливо, в давні часи вони безпосередньо підпорядковувались верховному королю Ірландії і вважались його слугами. Клани Десі в середньовічній Ірландії мали великий вплив і силу, а також здійснювали завойовницькі походи в Британію та континентальну Галію, утворювали колонії за межами Ірландії. Судячи по всьому, різні клани Десі мали різне етнічне походження, але згідно історичних переказів мають один корінь.

## Історичний контекст
Рання історія клану і туату Десі неясна. Середньовічні тексти говорять аристократичне походження кланів Десі. Згідно легенд клан Десі спочатку проживав у королівстві Міде — у володіннях верховного короля Ірландії. Але у ІІІ столітті, десь близько 204–244 років клан на чолі з вождем Енгусом Отруйний Спис вступив в конфлікт з верховним королем Ірландії Кормаком мак Артом і був частково вигнаний зі своїх земель. Десі переселилися у південну і західну частину Ірландії — в королівства Манстер (Муму), Лагін (Ленстер), а також мігрували в Британію — нинішній Уельс та Корнуел, заснувавши там колонії.

## Десі Муман
Десі Муманські були досить чисельними і сильними, заснували власне королівство в Манстері. Історик Пауль МакКоттер пише, що королівство Десі Муманських існувало ще в стародавні часи, огамічні написи на каменях наводять імена їхніх королів V століття. Френсіс Джон Бірн вважає, що клан Еогнахта (що походить з Десі Муман) та їх васали Десі з Вотерфорду походять з Галії. Предки клану Еогнахта відомі як Дейргтіне (ірл. — Deirgtine) були відомі у Римській Британії. Замок Кашель, який збудував клан Еогнахта, подібний до римських кастелло, які вони бачили під час заморських походів. Десі Муман займали привілегійоване становище в королівстві пізніх Еогнахта (що претендували на трон верховних королів Ірландії). Давні імена в родоводах клану Еогнахта, які знаходять на огамічних каменях, включають ім'я Ніа Сегамайн, що походить від імені галльського бога війни Сегомо.
Клан Ві Ліахайн (ірл. — Uí Liatháin) був сусідом Десі Муман. Він населяв південне узбережжя Ірландії і брав участь у завойовницьких походах в Британію і утворення там ірландських колоній. Так що в історичних переказах про походи в Британію Десі важко встановити, чи це були походи власне Десі чи походи клану Ліахайн.
Клан Десі Муман є суб'єктом однієї з найвідоміших ірландських скел (саг) «Вигнання Десі», в якій розповідається про конфлікт клану з королем Кормаком, війни Десі з іншими кланами, вигнання Десі з їхніх земель в Міде та їх переселення в королівство Муму (Манстер). Є версія, що ця скела була складена і записана у VIII столітті з метою приховати той факт, що плем'я Десі походить з корінних народів Манстера, які колись були завойовані кельтами і підпорядковані королям Манстера. Для цього були створені фіктивні родоводи, які споріднюють Десі Муман з верховними королями Ірландії, що мали резиденцію в Тарі. У скелі епічно розповідається про септу Дал Фіахах Суйге (ірл. — Dal Fiachach Suighe), про те як Енгус покалічив короля Кормака мак Арта і той змушений був покинути трон і стати вигнанцем (бо каліка не може бути королем Ірландії згідно давніх звичаїв), як плем'я Десі блукало Ірландією без притулку, воювало з іншими ірландськими племенами і кланами та в кінцевому підсумку осіло в Манстері.
Під час міграції клану Десі частина людей клану на чолі з Еохайдом Аллмуйром мак Арт Корбом (ірл. — Eochaid Allmuir mac Art Corb) здійснило похід на вітрильниках до Британії, де захопили землю Демед (сучасний Дівед) і правили там. Цей переказ перегукується з родоводом роду Гарлеян (вал. — Harleian), що написаний не пізніше Х століття. Згідно з цією генеалогією королі Діведа походять від Тріфуна (близько 450 року) — правнука Еохайда Аллмуйра. Хоча самі Гарлеян свій родовід ведуть від римських імператорів та святої Єлени (що більш ніж сумнівно).
Крім терміну десі щодо васалів був в давній Ірландії термін айхехтуата (ірл. — aithechthúatha), що значав плем'я, що перебуває на службі і отримує за це нагороду. У 360 році на римську Британію нападало плем'я Аттакотті. Є версія, що ця назва походить від слова айхехтуата і це, зрештою, і були Десі.